# Єхнік
Єхнік (вірм. Եղնիկ) — село в марзі Арагацотн, на заході Вірменії. Село розташоване за 7 км на північний схід від міста Талін, за 48 км на північний захід від міста Аштарака, за 6 км на північ від села Катнахпюр, за 2 км на захід від села Шгаршік, за 4 км на південь від села Кармрашен та за 5 км на південний схід від села Акунк. В селі є церква Святого Ншана 1866 року побудови.